# Chris Carney

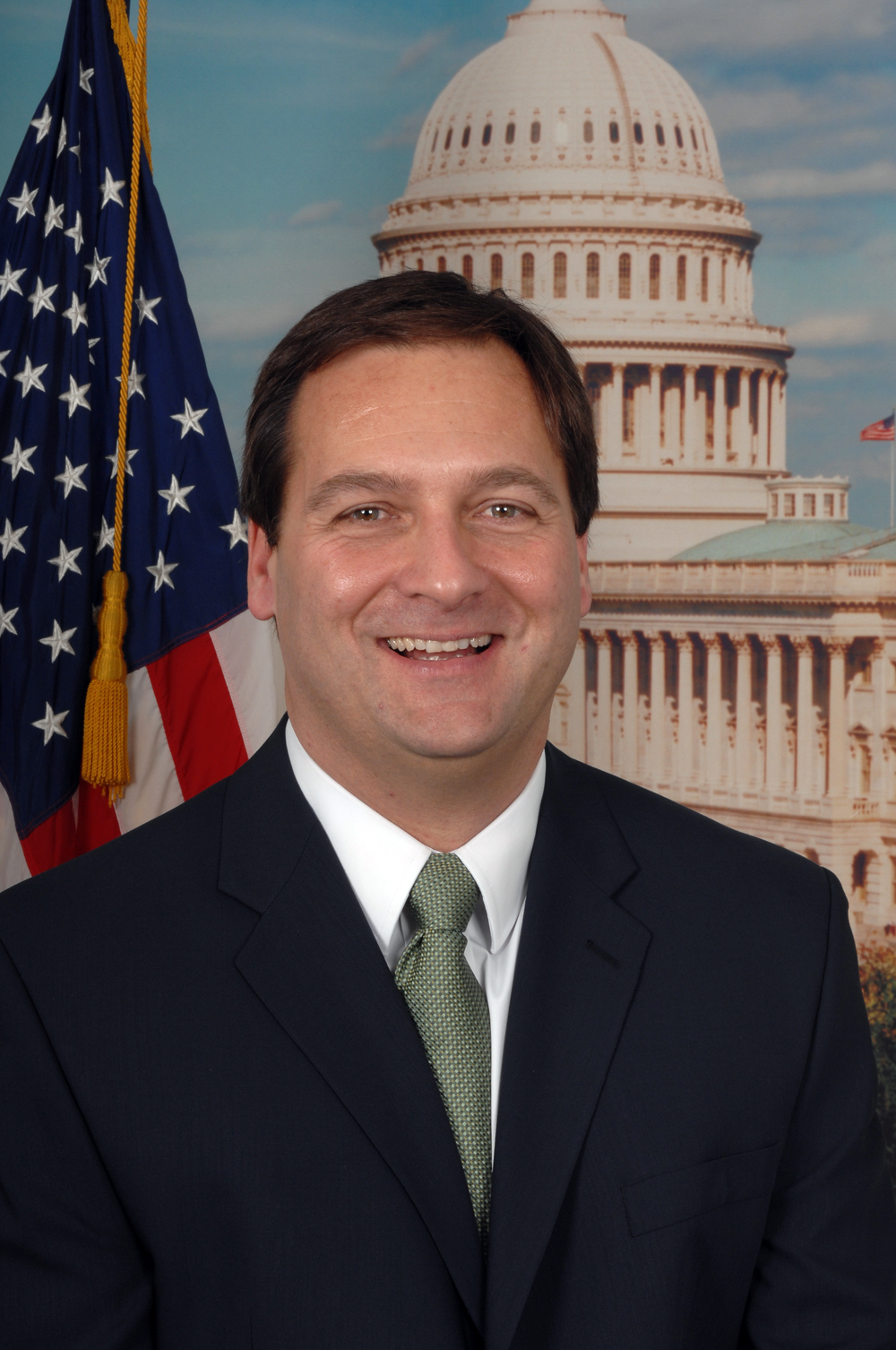
Chris Carney (2007)

Christopher P. „Chris“ Carney (* 2. März 1959 in Cedar Rapids, Iowa) ist ein US-amerikanischer Politiker. Zwischen 2007 und 2011 vertrat er den Bundesstaat Pennsylvania im US-Repräsentantenhaus.

## Werdegang
Chris Carney besuchte bis 1981 das Cornell College in Mount Vernon. Danach studierte er bis 1983 an der University of Wyoming in Laramie und dann an der University of Nebraska in Lincoln politische Wissenschaften. Seit 1995 gehört er der Reserve der US Navy an. Dabei wurde er mehrfach für einige Zeit aktiviert und in Krisengebieten eingesetzt. Ab 1992 lehrte er das Fach politische Wissenschaften an der zur University of Pennsylvania gehörenden Schule Penn State Worthington Scranton. In den Jahren 2002 bis 2004 arbeitete er, obwohl er Mitglied der Demokratischen Partei ist, für die Bundesregierung unter Präsident George W. Bush als Analyst für Antiterrormaßnahmen.
Bei den Kongresswahlen des Jahres 2006 wurde Carney im zehnten Wahlbezirk von Pennsylvania in das US-Repräsentantenhaus in Washington, D.C. gewählt, wo er am 3. Januar 2007 die Nachfolge des Republikaners Don Sherwood antrat. Nach einer Wiederwahl konnte er bis zum 3. Januar 2011 zwei Legislaturperioden im Kongress absolvieren. Er war Mitglied im Ausschuss für Innere Sicherheit und im Ausschuss für Verkehr und Infrastruktur sowie in insgesamt drei Unterausschüssen. Im Jahr 2010 wurde er nicht wiedergewählt.
Mit seiner Frau Jennifer hat Chris Carney fünf Kinder.